# Coupe d'Angleterre de football 1905-1906
Navigation
Coupe d'Angleterre 1904-1905 Coupe d'Angleterre 1906-1907
La Coupe d'Angleterre de football 1905-1906 est la 35e édition de la Coupe d'Angleterre, la plus ancienne compétition de football, la Football Association Challenge Cup (généralement connue sous le nom de FA Cup). Everton remporte la compétition pour la première fois de son histoire, battant Newcastle United en finale sur le score de 1 à 0 à Crystal Palace.

## Compétition

### Quarts de finale
Les quarts de finale ont lieu le 10 mars 1906.
| Équipe 1          | Résultat | Équipe 2         |
| ----------------- | -------- | ---------------- |
| Everton           | 4 - 3    | The Wednesday    |
| Liverpool         | 3 - 0    | Southampton      |
| Birmingham        | 2 - 2    | Newcastle United |
| Manchester United | 2 - 3    | Woolwich Arsenal |

Match d'appui le 14 mars 1906.
| Équipe 1         | Résultat | Équipe 2   |
| ---------------- | -------- | ---------- |
| Newcastle United | 3 - 0    | Birmingham |

### Demi-finales
Les demi finales ont lieu le 31 mars 1906, tous les matchs ont lieu sur terrain neutre.
| Équipe 1         | Résultat | Équipe 2         |
| ---------------- | -------- | ---------------- |
| Everton          | 2 – 0    | Liverpool        |
| Newcastle United | 2 - 0    | Woolwich Arsenal |

### Finale
| Finale de la coupe d'Angleterre 1905-1906 | Everton | 1 – 0   | Newcastle United | Crystal Palace, Londres |                      |
| 21 avril 1906                             |         | (0 – 0) |                  | Spectateurs : 75 609    | Spectateurs : 75 609 |